# جعفر حیدری
جعفر حیدری سیاست‌مدار ایرانی بود، که در دوره بیست و چهارم مجلس شورای ملی به عنوان نماینده مهاباد از استان آذربایجان غربی در مجلس شورای ملی حضور داشت.